# 黑塔角色列表
《黑塔》是一系列由史蒂芬·金所著的長篇奇幻小說，一共有8部，講述來自基列地的最後一名槍客羅蘭·德斯欽與他來自各方的共業夥伴追尋黑塔的故事。此表列出《黑塔》系列小說中的各個角色。

## 主要角色

### 十九和九十九的共業[2]:278
- 羅蘭·德斯欽，史蒂芬·德斯欽之子，登場於《最後的槍客》，出生於基列地，是最後一名槍客，他唯一的目標就是找到黑塔，而且把這件事看得比任何東西重要，極度缺乏想像力，但這也是他存活下來的原因。他14歲就成為了槍客，也是他朋友裡最早的一名。他父親的左右手馬登·寬斗篷（蘭道爾·佛來格）為了讓他在槍客資格考試敗陣，故意讓羅蘭發現他和羅蘭的母親嘉珀麗有染，不過羅蘭選擇了他的老鷹好友大衛來當武器，因而通過資格賽[1]:204-220。不久之後，他父親為了保護他的安全，將他和他的第一群共業伙伴卡斯博·艾爾古德與艾倫·強斯送到梅吉斯領地。他在那裡得到了13個梅林的彩虹之中的1個，也在那裡面看見了自己的未來——黑塔，然後開始了他的旅程。羅蘭打從系列的第一集開始就是個獨行俠，且活在業的陰影下。該系列就是在講他是如何找到新的共業並完成他的遠征。黑塔是所有平行世界的中心，但是被血腥之王佔領了，所以羅蘭必須拯救黑塔和這個世界。羅蘭的角色特質源自《鏢客三部曲》中克林·伊斯威特所飾角色的形象[3]:33。

- 艾迪·狄恩，溫道爾·狄恩之子[2]:278，登場於《三張預言牌》，來自1987年的紐約，亨利·狄恩的弟弟。他是第一個被槍客羅蘭從西海上的門牽引出來的。那扇門上寫著「囚犯」，代表著艾狄生活在海洛因和他哥哥亨利的陰影下。艾迪在紐約時有著海洛因癮，且在為巴拉札做運輸毒品的工作。他和他也有著海洛因癮的哥哥亨利·狄恩住。在發現安立克·巴拉札的手下把他哥哥亨利殺死後，羅蘭幫助艾迪逃出巴拉札和他的手下們的魔掌，將他拉到中世界。羅蘭也從紐約得到了能治療他自己身上感染敗血症的抗生素。

- 蘇珊娜·狄恩，登場於《三張預言牌》，來自1964年的紐約。她是第2個被槍客羅蘭從西海上的門牽引出來的。這扇門上寫著「陰影夫人」，而她則生活在人格分裂的陰影下。她是黑種人，且膝蓋以下在一場交通意外中斷了。在紐約時，她的兩個人格分別是一位有禮貌但有點虛假的女性人權家歐黛塔·霍姆斯，和一位極度危險強壯且聰明的女人黛塔·沃克。羅蘭在進入第三扇在西海上的門時讓這兩個人格合而為一。在那之後，她變成了蘇珊娜，並從艾迪的姓，「狄恩」。摩斯·卡佛是蘇珊娜的教父[4]:545。

- 傑克·錢伯斯，埃爾默·錢伯斯之子，登場於《最後的槍客》，來自1977年的紐約，也是羅蘭象徵性的兒子。1977年時，他被連續殺人犯杰克·摩特推向馬路中央被車碾斃，因此來到了中世界。他的真名是約翰，不過他比較喜歡被稱呼為傑克。他在第一集和羅蘭一起追逐黑衣人華特，也在路上培養出深厚的情誼。不過當羅蘭快追上黑衣人時，傑克掉到深淵的邊緣，羅蘭必須在傑克和黑塔之間作選擇，而羅蘭選擇了黑塔，造成了傑克的第2次死亡。由於羅蘭在第2集阻止推人者摩特殺死傑克[5]:360-442，傑克的記憶發生扭曲，直到艾迪的鑰匙打開「男孩」的門，傑克又從紐約加入了羅蘭的隊伍。

- 仔仔，登場於《荒原的試煉》，一隻被驅逐的中世界學舌獸，可以學說單詞的元音，傑克與他的共業在前往盧德城的途中相遇的，後來變成為共業的一份子。在《荒原的試煉》中，羅蘭和他的共業偶然遇見受到輕微創傷、似乎剛和其他學舌獸打架後孤獨走在林間的仔仔，當傑克問它是什麼動物時，羅蘭告訴他們關於他的家鄉基列地中的學舌獸的事情，仔仔一開始看起來很害羞，但當傑克餵它之後，它立刻愛上這個年輕的男孩並開始跟著他，羅蘭讓傑克收養仔仔，因為他認為學舌獸能帶來好運，一開始傑克叫它為「小仔子」，學舌獸便學他說「ㄞㄞ」，便得仔仔這個名字。在遠征的旅途中，仔仔曾多次協助羅蘭與他的共業們。在《業之門》中隨著羅蘭及傑克到緬因州，他在傑克受到致命的撞擊後留守在他身邊，並一直留在羅蘭為傑克挖的墳墓旁，羅蘭認為仔仔可能會一直留在那邊直到他自己也死亡，所以在仔仔仍決定和他走時，羅蘭受到小小的鼓勵。在《業之門》的結尾部分，當莫德瑞趁羅蘭及派崔克·丹維爾睡覺時悄悄接近他們時，仔仔設法叫他們起來並攻擊莫德瑞。後來仔仔被莫德瑞咬斷脊椎並丟到樹枝上，讓樹枝穿刺它的身體，羅蘭醒來時正好看到這一幕，立刻射死莫德瑞。當羅蘭到垂死的仔仔面前時，他輕聲說出羅蘭的名字，「喔蘭」，然後低頭死去[4]:819-826。

#### 羅蘭的昔日共業
- 卡斯博·艾爾古德，羅蘭童年時代的朋友，同時也是親戚，羅蘭的舊共業中的成員，卡斯博，也常被稱為「小博」，第一次在《最後的槍客》中提到，但一直到第4集《巫師與水晶球》才成為主要角色。他非常的幽默，並在使用彈弓方面技巧精湛，雖然說他總是帶著槍。他在耶利哥丘之役中被魯丁·費拉若射中眼睛而死。

- 艾倫·強斯，羅蘭的舊共業中的成員之一，第一次在《最後的槍客》中被提到，並在《巫師與水晶球》中和羅蘭及卡斯博一起到梅吉斯領地避難，原因是叛軍約翰·法爾森不斷發動的戰事。艾倫擁有強大的「靈知之力」[b]。在離開梅吉斯後，艾倫、羅蘭、卡斯博及潔米踏上了尋找黑塔的旅程。在耶利哥丘之役（基列地的槍客對法爾森的最後抵抗）前一晚，艾倫被卡斯博及羅蘭射殺，因為他們誤以為深夜中悄悄回來的艾倫是刺客。

- 潔米·德柯瑞，羅蘭以前的朋友，首次出現於羅蘭接受槍客試煉的時候。身上似乎有胎記，在耶利哥丘之役中命喪狙擊手之下[2]:223-226。根據羅蘭所敘，他喜好用弓當武器，而不是槍，即時在耶利哥丘時身為槍客也是如此。

- 湯瑪斯·懷特曼，書中並沒對湯瑪斯多作描述。只曾於《最後的槍客》短暫地以羅蘭童年好友的身分、在他接受槍客試煉的時候出現。和羅蘭一起在寇特底下學習。在《黑塔漫畫系列》中多次出現，漫畫中以細瘦的身材搭配短短的黑髮呈現。在《黑塔漫畫：耶利哥丘之役》中，湯瑪斯和其他槍客一樣，被噴火器燒死。

### 共業的盟友
- 蘇珊·戴嘉多，羅蘭的初戀，是個十分之漂亮的女孩子，有一頭很長的頭髮。她原本已經被許配給當地的鎮長松寧，可是當她遇見羅蘭之後便愛上了他，最後被巫女陷害遭村民私刑致死。

- 泰德·布羅廷根，全名泰德·史帝文斯·布羅廷根，首次出現於史蒂芬·金於1999年所寫的《勿忘我》，一名強大的破壞者，他強大的力量可以加快破壞光束的腳步，這將會省下了血腥之王好幾個世紀的時間，所以他在1955年被帶到了帝法托易——破壞者集中營。後來藉著羅蘭在梅吉斯的老朋友希彌逃脫到了1960年的康乃狄克，後來在那裡發生了一些事，這也就是《勿忘我》中的第一篇：〈穿黃衣的下等人〉在講的故事。後來因為他在哈維切鎮的新朋友男孩巴比的媽媽把他的消息出賣給下等人，被強行帶回帝法托易。後來泰德在《業之門》中遇到了羅蘭與他的共業，接著他和來自史蒂芬·金的短篇小說《世事無常》的丁奇‧恩蕭及再度心智開竅的希彌協助羅蘭他們在帝法托易的攻擊行動。在羅蘭、仔仔及傑克去1999年的緬因州拯救史蒂芬·金之後，泰德和他的朋友護送蘇珊娜·狄恩去斐迪克車站，然後和其他破壞者們前往卡拉，泰德想要為卡拉人贖罪，然後從門洞回紐約。

- 希彌·魯伊斯，羅蘭、蘇珊和卡斯博的朋友，心智不良。在當地酒吧為羅蘭的昔日朋友所救，忠於羅蘭。後來被捕獲為破壞者，有時空傳送能力，在第7集《業之門》中幫助羅蘭之後由於足部感染而死。

- 寇特·安祖斯，羅蘭與他的舊共業的老師，羅蘭能成為槍客就是因為他打敗了他，他在槍客測驗中用他的老鷹大衛打敗了寇特。寇特常常粗暴的毆打他的學生，或因為犯錯而罰他們不准吃東西。他也很喜歡稱見習槍客為「蛆蟲」。在羅蘭的同學們都畢業後不久，他遭到謀殺。他是羅蘭的心靈指導，他的教誨及指導聲音常在羅蘭戰鬥時出現。

- 派崔克·丹維爾，索妮雅之子[4]:758，畫家，被丹德羅囚禁并拔舌無法言語。在羅蘭的最後旅程中幫助羅蘭。能夠使用鉛筆橡皮作畫，作品可以影響現實，為蘇珊娜畫了回到紐約的門，用畫困住了血王。

- 丁奇·恩蕭
- 唐納·卡拉漢（英语：Father Callahan），一位受詛咒的神父，在史蒂芬·金的另一部小說《撒冷地》首次登場，槍客等人在黑塔第5集《卡拉之狼》中遇到他，他跟傑克、艾迪、蘇珊娜等人一樣來自美國。因為殺了太多第二類和第三類吸血鬼而被血腥之王的手下追殺。在一個機緣之下，他跨界到另一個美國，然後和傑克一樣，因為在紐約死亡而到達《最後的槍客》中的驛站，時間差不多在傑克和羅蘭離開驛站後不久。羅蘭認定他將會是他們的共業伙伴，而他也協助他們與狼群的戰役及將蘇珊娜從1999年的紐約帶回的任務，並且在最後犧牲自己好讓傑克及仔仔通過下等人及吸血鬼去找蘇珊娜。

- 亞伯·凡耐，也被稱為「智者凡耐」，羅蘭與舊共業及所有的見習槍客們的另一位老師，最為人所知的就是他的才智及包容力，他的善於思考及愛好和平與見習槍客們的另一位老師寇特的粗魯暴力形成巨大的對比。

### 共業有限公司與相關人物
- 卡文·塔，原名為卡文·托倫，擁有曼哈頓心靈餐廳，一家位於紐約市第二大道和第五十四街交叉口上的書店，傑克曾在那裡買《噗噗查理》及《猜謎囉！》，這兩本書都在《荒原的試煉》與《巫師與水晶球》中對羅蘭及他的共業對抗火車伯廉（Bryan,大陆版翻译为布莱恩）有很大的幫助，托倫（在荷蘭文中的意思是『塔』）家是四十六街與第二大道上長出玫瑰的空地的原擁有者。1977年，塔不情願地把空地賣給共業有限公司，由羅蘭及艾迪代表。在1981年，塔和他（僅有的）朋友亞倫·狄普諾從希特勒兄弟手中救出神父卡拉漢。塔於1990年死於心肌梗塞。

- 亞倫·狄普諾，卡文·塔最好也是唯一的朋友，共業有限公司的創始人之一。狄普諾因癌症復發死於1992年，最後的遺言是「告訴羅蘭我們盡力了」[4]:543。
- 約翰·卡倫，在《蘇珊娜之歌》中初登場，在羅蘭與艾迪跨界到1977年時認識，共業有限公司的創始人之一。1989年，卡倫被頌伯拉公司或北方中央正電子派人暗殺，與死神奮鬥12個小時後去世[4]:543。
- 摩斯·卡佛，蘇珊娜的教父[4]:545，共業有限公司的創始人之一，瑪麗安·歐黛塔·卡佛的父親[4]:545。

### 敵人
- 蘭道爾·佛來格，黑衣人，擁有許多身份：長生不老客、梅林、華特·歐汀、馬登·寬斗篷、理查·芬寧、力軍恩、步行男、魯丁·費拉若以及他最早的名字山姆之子華特·派帝克，他出現在史蒂芬·金的許多小說中，例如《末日逼近》（1978年）[6]:214-215、《龍之眼》（1986年）[7][8]:48-50、《勿忘我》（1999年）[9]:518及《Gwendy's Button Box》（2017年）[10]。他在基列地淪陷前有三個身份，羅蘭父親史蒂芬·德斯欽的宮廷巫師馬登、大善人約翰·法爾森的首席魔法師和血腥之王的最高代理人華特。在後期雖然只為血腥之王服務，但他一直密謀自己一個人支配黑塔。因輕敵死於莫德瑞之手。

- 血腥之王，邪惡的最終化身，這個神祕的人物期望征服黑塔並把它從地表上抹去。也因為這樣同時也會毀滅宇宙，血腥之王自然地成為系列中的反派角色。使用破壞者破壞光束的計畫被阻止后獨自前往黑塔。曾一度統治末世界的城堡，但現在被困在黑塔的陽台上，逐漸發瘋。並相信黑塔倒塌之時，他可以主宰跨界的黑暗世界。華特（佛來格）、所有的下等人和獸面人皆服伺於他。且從一開始就處處阻擾羅蘭。血腥之王有眾多名字，包括國王魚、紅國王、蜘蛛王和渾沌之王。他也登場於《失眠》，以一個高層級生物的身分試著殺害童年時期的派崔克·丹維爾。

- 克·摩特，推人者，曾經在歐黛塔5歲時從高樓丟石頭砸她的頭，頭部傷害讓她的腦中悄悄誕生另一個人格。並於1959年在紐約克里斯多福街站把歐黛塔推到鐵軌上，讓火車輾斷她的雙腿，也讓另一個人格黛塔出現的次數更頻繁。然後在1977年把傑克推倒在馬路上，讓他被毒梟巴拉札的車子輾斃。後來在《三張預言牌》中，羅蘭進入寫有「推人者」的第三道門，並操控1977年的杰克，阻止了傑克的死亡。最後羅蘭強迫杰克回到克里斯多福站，跳到鐵軌上，讓迎面而來的火車結束了他的一生。

- 殺敵克，殺敵克是羅蘭與他的共業夥伴在《荒原的試煉》中遇到的生化機器人。看起來是隻巨熊，由北方中央正電子公司製造，是黑塔12道門戶中之一的守護神。當羅蘭一行人遇見它時，它已經好幾千歲，並且即將步入死亡。由於它的程式經過那麼久的歲月沒有維修使得它異常的瘋狂，所以它攻擊羅蘭和他的共業，而他們則殺了它。守護神們必須看守六條支撐黑塔的光束兩端，12個守護神各是烏龜（麻諸靈）、熊（殺敵克）、兔、魚、狼、象、鼠、蝙蝠、獅、馬、鷹和蛇。其中烏龜是力量最強的。在羅蘭小時候時，守護神們被描述成一種神話生物，他自己也不確定他們的真實性，一直到羅蘭遇見殺敵克。《殺敵克》同時也是本小說，作者是理查·亞當斯，史蒂芬·金就是用本書的書名幫生化熊取名字的。羅蘭有些共業成員發現了這點：蘇珊娜發覺了名字的來源（雖然那本書出版的年代遠在她本人最後一次待在紐約的時候之後）。而當艾迪聽到殺敵克的名字時，他想到了兔子──來自另外一個亞當斯的小說《瓦特西普高原》，那本小說主要在講一群兔子。

- 米亞

- 莫德瑞·德斯欽

- 莉亞，一位老女巫，是讓羅蘭的真愛──蘇珊·戴嘉多死亡的兇手之一。她幫大善人保管粉紅水晶球，而水晶球不斷榨乾她的心靈並使她沉迷於其中，就像《魔戒》中被至尊魔戒蠱惑的咕嚕。後來雖然羅蘭曾暗示他殺了她，但是除此之外就沒有關於她的下落多作解釋。

- 安立克·巴拉札

- 傑克·安東里尼

- 平姆立·普蘭提斯，奧古西恩多（藍天堂）的主任，是一名高大、肥胖且禿頭的人類。被血腥之王僱用去運作奧古西恩多，本名保羅·普蘭提斯。普蘭提斯死於解放破壞者戰役中，但在死前射殺了艾迪。

- 滴答人，真名安德魯·奎克，盧德城中的灰毛領袖，大衛·奎克的曾孫。他的左眼在戰鬥中被仔仔戳破，左腿和頭被傑克的子彈打到，但依然活著，因為子彈只是擦過他的腦袋。理查·芬寧救了他並把他帶到綠宮，他在那裡攻擊羅蘭及他的共業夥伴，然後被艾迪和蘇珊娜射死。

- 丹德羅，一種吃情緒的心靈吸血鬼，出現於《業之門》中，用「喬·柯林斯」這個名字，在《業之門》中差點讓羅蘭笑死[4]:721-737。最終，柯林斯被蘇珊娜開槍射殺[4]:735。

- 莉皮

#### 大棺材獵人
- 艾爾卓·瓊那斯

- 羅伊·狄普佩

- 克雷·雷諾茲

- 珊瑚·松寧

#### 下等人
- 理查·派崔克·塞爾，下等人的領導人，頌伯拉公司的擁有人，在1983年時迫使卡拉漢自殺，也是在斐迪克車站的十六弧實驗站目睹莫德瑞出生的人之一，同時被蘇珊娜所殺。

##### 獸面人
- 芬利·歐泰戈

## 其他角色
- 結巴比爾，機器人，全名是威廉D-746541-M維修機器人，具多種功能[4]:758，他負責幫忙在從塔路到白土邊界這段除雪，是雪層消失及玫瑰出現的交會點。他讓羅蘭、蘇珊娜及派崔克搭乘他的雪車一段時間，協助他們靠近黑塔。結巴比爾同時也是威廉·丹布勞——史蒂芬·金另外一本小說《牠》中的主角之一（在《牠》中被譯為「口吃比爾」）——的小名。

- 史蒂芬·金